# Industrie en Colombie

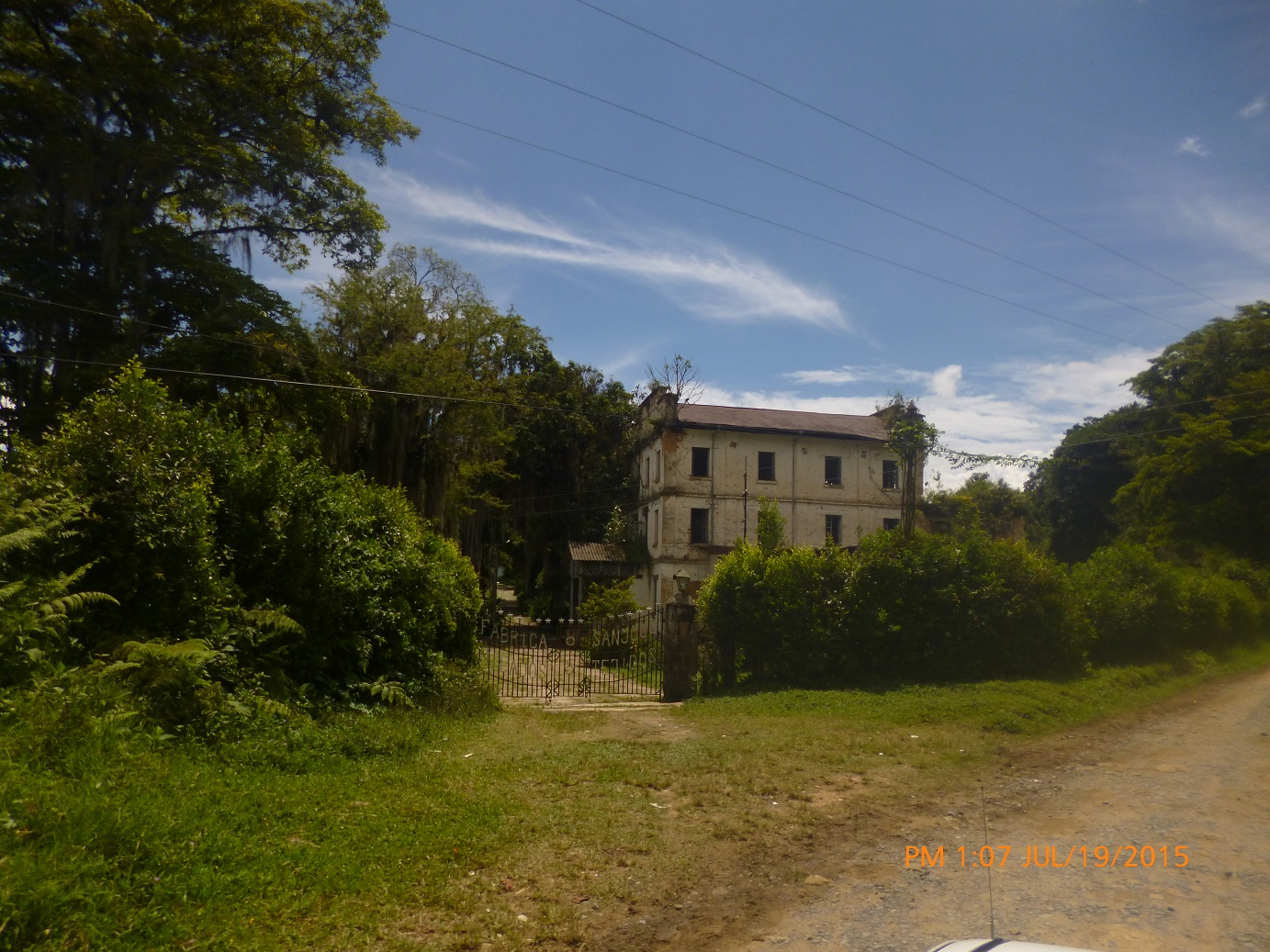
Ruines d'une usine de filature et de tissage

L’industrie, en Colombie, est relativement variée. En 2008, elle employait 650 792 personnes dont 168 191 en travail temporaire, réalisant un chiffre d'affaires de 148 milliards de dollars pour une valeur ajoutée de 64 milliards de dollars. 
Les principales zones industrielles se concentrent dans les départements d'Antioquia, de Cauca du District Capital de Bogota, et dans une moindre mesure autour de Barranquilla et Carthagène des Indes, sur la côte atlantique,.